# Impact Pictures
Pour les articles homonymes, voir Impact (homonymie).
Impact Pictures est une société de production indépendante de films canadienne fondée par Jeremy Bolt (en) et Paul W. S. Anderson. En dehors des films réalisés par Anderson (y compris la série Resident Evil), Impact a aussi participé à la production de nombreux films ou de programmes télévisés.
Impact a collaboré avec plusieurs studios plus importants dont Davis Films, Constantin Film et Screen Gems.

## Productions
- The Big Fish
- Shopping
- Event Horizon, le vaisseau de l'au-delà
- Soldier
- Vigo
- The Sight (TV)
- Stiff Upper Lips
- Jimmy Grimble
- Massacre Up North
- The Hole
- Resident Evil
- The Dark
- AVP: Alien vs. Predator
- Resident Evil Apocalypse
- DOA: Dead or Alive[1]
- Course à la mort
- Resident Evil: Extinction[1]
- Pandorum[1]
- Resident Evil: Afterlife
- Les Trois Mousquetaires[1]
- Lost Christmas
- Pompéi
- Resident Evil: Retribution
- Resident Evil: The Final Chapter
- Monster Hunter